# Conversiestoornis
Bij een conversiestoornis, sinds 2013 aangeduid als de functioneel-neurologisch symptoomstoornis gaat er iets mis met de signalen tussen de hersenen en delen van het lichaam. Het zenuwstelsel geeft geen juiste signalen meer door waardoor een persoon met een conversiestoornis geen controle meer heeft over de bewuste aansturing van bepaalde lichaamsdelen of -functies. Sinds de DSM-V wordt door neurologen meestal de term functionele neurologische stoornis (FNS) gebruikt.

## Symptomen
Een conversiestoornis kan vele vormen aannemen: verlamming van de ledematen, problemen met het zicht of het gehoor, algemene vermindering van de zintuiglijke waarneming en verlies van het spraakvermogen. Ook kunnen motorische bewegingsstoornissen optreden en het in een bepaalde stand blijven staan van arm of been (dystonie), of op epilepsie lijkende aanvallen of wegrakingen (psychogene niet-epileptische aanvallen). Het betreft allemaal klachten die lijken op neurologische symptomen, zonder dat er structurele afwijkingen in de hersenen, het zenuwstelsel of de spieren kunnen worden gevonden.

## Oorzaak
Er is een probleem in de bewuste aansturing van het lichaam. Een conversiestoornis kan door een heftige gebeurtenis uitgelokt worden. Uitlokkende factoren kunnen ook spanning, langdurige overbelasting van het lichaam of een licht letsel na een ongeval zijn. Waarschijnlijk is er bij iedere persoon een andere samenkomst van verschillende biopsychosociale factoren die samen tot een conversiestoornis hebben geleid.

## Diagnose
Voor de diagnose gesteld kan worden, moet eerst worden nagegaan of er een lichamelijke oorzaak te vinden is via een zorgvuldig en uitgebreid neurologisch onderzoek. Er is niets structureel kapot in het zenuwstelsel. Op beeldvormend onderzoek (zoals een MRI-scan van het brein) zijn er daarom geen afwijkende bevindingen. Ook wordt nagegaan of de patiënt niet bewust klachten fingeert. Overigens valt het bewust imiteren van somatische of psychische aandoeningen onder een andere stoornis, namelijk de nagebootste stoornis. Is er sprake van echte klachten waar de patiënt geen bewuste controle over heeft, dan is er sprake van een conversiestoornis. Het komt waarschijnlijk in minder dan 5% van de gevallen voor dat er als de diagnose conversiestoornis is gesteld, later toch sprake blijkt van een andere neurologische aandoening.
In het classificatiesysteem DSM-IV viel de conversiestoornis onder de sectie 'somatoforme stoornissen'. In de huidige DSM-5 valt de conversiestoornis onder de sectie 'somatisch-symptoomstoornis en verwante stoornissen'. Een belangrijke verandering in de diagnostische criteria voor een conversiestoornis is dat er niet meer een veronderstelde ‘psychische oorzaak’ hoeft te zijn voor de lichamelijke klachten. Daarnaast vereist classificatie van een conversiestoornis niet alleen dat een neurologische verklaring voor de symptomen uitgesloten is, maar ook dat er ‘positieve’ klinische bevindingen zijn, die duidelijk maken dat de symptomen niet veroorzaakt kunnen worden door een neurologische ziekte. Voorbeelden van positieve klinische bevindingen zijn het teken van Hoover, waarbij zwakte van de heupextensie bij contralaterale heupflexie tegen weerstand in verandert in normale kracht; bewegingsstoornissen die afnemen bij afleiding, of een inconsistent karakter van de beweging (wat betreft amplitude, frequentie, distributie, selectief bewaarde mogelijkheden) of gesloten ogen tijdens een op epilepsie lijkende aanval. 
| Diagnostische criteria volgens DSM-5 (APA, 2015): conversiestoornis of functioneel-neurologisch-symptoomstoornis |
| A Een of meer symptomen van veranderingen in de willekeurige motorische of de sensorische functies. B Uit klinisch onderzoek blijkt dat het symptoom incompatibel is met een bekende neurologische of andere somatische aandoeningen. C Het symptoom of de deficiëntie kan niet beter worden verklaard door een andere somatische of psychische stoornis. D Het symptoom of de deficiëntie veroorzaakt klinisch significante lijdensdruk of beperkingen in het sociale of beroepsmatige functioneren of in het functioneren op andere belangrijke terreinen, of behoeft somatisch onderzoek. - Specificeer het type symptoom of uitvalsverschijnsel: met zwakte of paralyse; met abnormale bewegingen; met sliksymptomen; met spraaksymptomen; met aanvallen of convulsies; met anesthesie of sensibiliteitsverlies; met speciale zintuiglijke symptomen; met gemengde symptomen. - Specificeer indien: Acuut; Persisterend. - Specificeer indien: Met psychische stressor; Zonder psychische stressor. |

## Voorkomen en beloop
De precieze prevalentie van conversiestoornis bij kinderen en volwassenen is niet bekend. Ook over het beloop met of zonder behandeling zijn geen percentages te geven. Het komt voor dat klachten vanzelf overgaan als de patiënt in het ziekenhuis wordt opgenomen en de patiënt een goede uitleg krijgt over de aard van de klachten. Het komt ook voor dat er sprake is van steeds terugkerende klachten of een chronisch beloop. Snelle diagnose en jonge leeftijd lijken geassocieerd met een meer gunstige prognose. 

## Behandeling
Wanneer de diagnose conversiestoornis gesteld is, kiezen patiënt en zorgverlener een behandelvorm die effectief is en past bij de specifieke kenmerken en voorkeuren van de patiënt. De wetenschappelijke literatuur over de effectiviteit van de behandelingen van conversiestoornis is nog beperkt. Er zijn verschillende behandelingen voor een conversiestoornis. Voorbeelden van effectieve behandelingen zijn fysiotherapie, cognitieve-gedragstherapie of andere psychotherapie, hypnotherapie en katalepsie-inductie of een multidisciplinaire behandeling. 